# Namea salanitri
Espèce
Namea salanitri est une espèce d'araignées mygalomorphes de la famille des Anamidae.

## Distribution
Cette espèce est endémique d'Australie. Elle se rencontre au Queensland dans les monts D'Aguilar et Macpherson et en Nouvelle-Galles du Sud dans les monts Richmond.

## Description
La carapace du mâle holotype mesure 8,56 mm de long sur 6,75 mm et l'abdomen 7,81 mm de long sur 5,00 mm et la carapace de la femelle paratype mesure 9,05 mm de long sur 6,76 mm et l'abdomen 13,10 mm de long sur 9,70 mm.

## Étymologie
Cette espèce est nommée en l'honneur de Vincenzo Roberto Salinitri.

## Publication originale
- Raven, 1984 : A new diplurid genus from eastern Australia and a related Aname species (Diplurinae: Dipluridae: Araneae). Australian Journal of Zoology Supplementary Series, no 96, p. 1-51.